# Русинский язык
Руси́нский язы́к (самоназвания: русиньскый язык, руська бисіда, руснацькый язык, руски язик) или руси́нские языки́ — совокупность разнородных диалектных и литературно-языковых образований, бытующих или бытовавших среди русинов как на их исконных землях в Закарпатской области Украины, восточной Словакии и Лемковщине на юго-востоке Польши, так и за их пределами, в районах компактного проживания русинов на территории Воеводины (Сербия), Славонии (Хорватия), в Венгрии и на северо-западе Польши (см. Операция «Висла»), а также в США и Канаде. Общая численность русинов и их потомков в мире оценивается русинскими организациями в 1,5 млн человек. 
Русинский язык имеет языковой код ISO 639-3 (rue) и относится, наряду с русским, украинским и белорусским, к восточнославянским языкам. Он образуют две диалектные группы — карпаторусинская (на исконных русинских территориях) и южнорусинская (переселенческая), которым свойственны регулярные западнославянские черты при сохранении некоторых восточнославянских особенностей.
Один из официальных языков Воеводины (южнорусинский язык).
Лингвисты имеют различные мнения относительно того, является ли русинский отдельным восточнославянским языком. Украинские власти и украинская академическая наука не признают русинов в качестве отдельного народа, считая их этнографической группой украинцев. До недавнего времени и русинский язык считался диалектом украинского. Статья 7 принятого в 2012 году закона Украины «Об основах государственной языковой политики» определяла русинский как один из языков меньшинств Украины, но в 2018 году этот закон был признан неконституционным и утратил силу. 
Энциклопедия «Украинский язык» определяет русинский язык как «один из вариантов украинского литературного языка украинцев Закарпатья, который пробивал себе дорогу в письменное употребление с конца 19 столетия». Отличительной чертой является наличие в нём большего, чем в литературном украинском языке, количества церковнославянизмов. Чертой, отличающей лексику русинского языка от лексики остальных восточнославянских языков, является наличие в её составе большого количества общекарпатских полонизмов и словакизмов, мадьяризмов и германизмов.
Среди неславянских лексических единиц особенно велика доля заимствований из венгерского языка. Западнославянские лексические единицы, мадьяризмы, многочисленные церковнославянизмы, пласт славянской лексики, не свойственной другим восточнославянским языкам, «является тем, что отличает их язык от иных восточнославянских языков, например, от украинского».
Весной 2019 года группа языковедов составила предложение о разделении русинского языка на два отдельных и совершенно разных языка, предложив для них названия «восточнорусинский» и «южнорусинский». Предложение было отправлено в Международную организацию по стандартизации (ISO), которая отклонила его в начале 2020 года, сохранив тем самым целостность русинского языка.
В конце 2020 года те же люди сделали новый запрос, который также был отправлен в МОС (ISO), с просьбой признать южнорусинский диалект совершенно новым и особым языком, под предлагаемым названием «рутенский язык» (англ. Ruthenian language). В случае принятия и подтверждения, этот запрос приведёт к окончательному разделению единого русинского языка на два совершенно разных языка. Указанное предложение было принято 20 января 2022 г.

## Алфавиты
В основе русинского языка во всех его кодифицированных вариантах лежит кириллица. Алфавит пряшевского русинского языка состоит из 36 букв:
| А а | Б б | В в | Г г | Ґ ґ | Д д | Е е | Є є |
| Ё ё | Ж ж | З з | І і | Ї ї | И и | Ы ы | Й й |
| К к | Л л | М м | Н н | О о | П п | Р р | С с |
| Т т | У у | Ф ф | Х х | Ц ц | Ч ч | Ш ш | Щ щ |
| Ю ю | Я я | Ь ь | Ъ ъ |     |     |     |     |

В лемковском варианте русинского из вышеперечисленных букв отсутствуют Ё и Ї, в воеводинском — Ё, І, Ы и Ъ (кроме того, Ї в нём следует за И).

## История
С середины XIX века и до середины XX века сталкивались три тенденции, проводимые русинской интеллигенцией: в качестве литературного языка русофилы стремились внедрить русский, украинофилы — украинский, на Подкарпатской Руси пытались образовать литературный русинский язык на народной основе. В годы войны и венгерской оккупации активнейшую роль в национально-культурной жизни края сыграло Подкарпатское Общество Наук (ПОН, 1941—1944), директором которого был д-р Иван Гарайда. В 1941 г. в Унгваре (Ужгороде) вышла в свет его «Граматика руського языка», создавшая прецедент в славистике межвоенного периода. И. Гарайда (1905—1944) — лингвист, педагог, переводчик, издатель, просветитель, создатель литературного подкарпатского «руського» языка, в котором соединил народно-диалектную основу с историко-этимологическим правописанием. На этом языке (запрещённом после присоединения края к СССР) выходило большинство русинских изданий на Подкарпатской Руси до 1945 года. ПОН издавало журналы «Литературна неділя», «Зоря» («Hajnal» — на русинском и венгерском языках), «Руська молодежь» и ряд других. В серии «Народна библіотека» вышло множество книг для народа, в том числе «Народні пісні подкарпатских русинов» под редакцией И. Гарайды (Унгвар, 1944). Песенный материал, собранный известными фольклористами края Д. Задором, Ю. Костьо и П. Милославским, был представлен в этом издании в языковом отношении в неукраинизированном виде (в отличие от изданий советского времени). В «Переднём слові» (предисловии), в частности, говорилось:
«Подкарпатскі русины правдиво гордяться своею народною піснею. Богата, рознородна мелодика, часто зміна оригинальных ритмов, разом из глубоким поетичным выразом служать блискучим прикладом той высоко мистецькой поетичной творчости нашого народа, початки которой ведуть нас в далекі столітя… Приведені в зборнику мелодіі публикуються в перший раз. Выпускаеме сей зборник з тою скромною надіею, что приведені взорці нашой народной мелодики — поможуть збудити дійстну и правдиву любовь до одного з націннійших скарбов нашой народной культуры — до нашой Народной Пісні.»
Проблема литературного языка, остро стоявшая в кругах подкарпатской интеллигенции, была решена при советской власти. Уже в 1926 году по указанию из Москвы и Киева местная коммунистическая партия приняла принцип, согласно которому местное славянское население говорит на диалектах украинского языка, а значит, литературная форма этого языка является единственно приемлемой (так, с 1926 года газета «Карпатская правда» издавалась на литературном украинском). В результате, когда в ноябре 1944 года партия заявила, что школы должны предлагать "бесплатное обучение для всех детей на их родном языке", для преподавания в школах Закарпатской области была принята литературная форма украинского языка. Старые учебники, несмотря на их лингвистическую направленность, были отвергнуты, а советские украинские книги были присланы из Киева. Литературный украинский язык был объявлен единственно приемлемой формой для публикаций, радио, телевидения и вывесок.
После Второй мировой войны в Чехословакии, Польше и советском Закарпатье был узаконен только украинский язык. В Воеводине в 1920-х годах утвердился литературный русинский. В 1923 году была издана первая грамматика, написанная бачванским (воеводинским) русинским языком, автором которой был Гавриил Костельник. В 1924 году в городе Нови-Сад выходит первая воеводинско-русинская газета «Руски новини». В конце XX века литературно-языковое строительство активизировалось в Польше (грамматика в 1992 году, журнал «Бесіда») и в Закарпатской области Украины (периодика, грамматика «Материньскый язык», 1997).
Сейчас представители русинов пытаются создать третью разновидность общерусинского литературного языка (две уже кодифицированы в Словакии и Воеводине), в частности, путём публикации на страницах журнала «Русин» текстов на всех разновидностях русинского.
Общего литературного языка для всех русинских языков не существует. Диалекты русинского языка подразделяются на карпатские и паннонские, или паннонско-югославские. В то время как карпатские диалекты близки к украинскому, паннонские диалекты практически идентичны шаришскому диалекту восточнословацкого диалекта.
Кодифицированный в 1995 году в Словакии вариант имеет до 80 % общих с литературным украинским языком слов. В русинских диалектах Польши встречаются заимствования из польского языка, в диалектах Закарпатья и Словакии имеются заимствования из венгерского языка, однако и в самом венгерском сильно ощущается влияние окружающих славянских языков, в том числе и русинского.

### В Северной Америке
Переселение русин в Северную Америку началось во второй половине XIX века. Наибольшее число носителей русинского языка выехало в США и отчасти в Канаду с 1870-х годов до 1914 года. Число переселенцев в США в этот период составило 225 тысяч человек или 90 % всей русинской эмиграции. В основном русины переезжали в штаты Пенсильвания, Нью-Йорк и Нью-Джерси. Позднее, в течение XX века русины расселились во многие другие районы США от Аризоны и Техаса до Мичигана и Новой Англии.
В первое время русинский язык помимо сферы устного бытового общения широко использовался в школьном обучении, в богослужении, в работе общественных русинских организаций (в том числе в Союзе Грекокатолических русских братств). На русинских говорах издавались газеты, журналы, художественная литература, ставились театральные пьесы. Первое поколение американских русин, приехавшее из Европы, плохо или почти совсем не владело английским языком. Во втором поколении русины уже были двуязычными, знали и русинский и английский языки, причём знание родного языка у них переходило в пассивную область. Как правило, представители второго поколения не говорили с детьми по-русински и в третьем поколении русины в своём большинстве полностью перешли на английский язык. Массово русинский стал выходить из употребления в 1950-х и 1960-х годах. Так, в 1960-х годах на русинском прекратили издавать художественную литературу. Примерно в это же время русинский перестали использовать в проповедях в грекокатолических и православных церквях (хотя в некоторых приходах русинский использовали как язык богослужения до 1990-х годов). Переходя на английский язык, русины, тем не менее, стремились сохранять единство своей этнической общности. В частности, в 1978 году в США был создан Центр карпаторусинских исследований, целью которого стали издание и распространение работ по истории, культуре, языку и прочих сфер жизни русинского народа. А в 1994 году было организовано Карпаторусинское общество, включившее 14 филиалов в разных штатах. Представители этого общества стали изучать русинские обычаи, праздничные церемонии, песни, танцы, а также историю тех мест, из каких приехали в Америку их предки.
К началу XXI века русинский язык в повседневном общении американских русин окончательно вышел из употребления. К этому времени, по данным П. Р. Магочи, в США проживало от 600 до 700 тысяч человек, имевших хотя бы одного предка-русина. Практически у всех из них родным был английский язык. Русинский сохранился у незначительного числа лиц и часто используется в настоящее время как маркёр русинской этничности. В частности, русинский ограниченно используется в передачах «Русинского радио» из Питтсбурга (по полчаса в неделю) и в печатном органе Союза лемков «Карпатска Русь», в котором отдельные статьи публикуются на лемковском диалекте. Также символично как знак причастности к русинскому этносу используются отдельные русинские фразы, диалоги и молитвы в праздничных рождественских постановках и во время церковной службы в некоторых русинских приходах. Как язык устного общения русинский сохранился только у воеводинских русин в Китченере в канадской провинции Онтарио. Среди прочих русин понимать или говорить по-русински в разной мере способны лишь немногие из лиц 80—90-летнего возраста, которые родились в семьях поздних иммигрантов, либо недавние иммигранты, приехавшие в Америку уже в наше время. Одновременно с этим в последние годы появляется интерес к изучению языка предков как среди молодого поколения, так и среди поколения 50—70-летних американцев русинского происхождения. Если ранее русины в церковных школах чаще всего изучали русский язык как «высокий» литературный по отношению к «низким» русинским говорам (нередки были случаи, когда потомки русин не знали о том, кем были их предки, и идентифицировали себя как русских или даже как поляков и словаков), то теперь изучают русинский, чему способствует появление словарей и разговорников (в частности, русинско-английский разговорник П. Р. Магочи в пряшевской и закарпатской редакциях продолжает переиздаваться с 1979 года), учебников русинского для англоязычных, разного рода информации о родном языке на сайтах русинских организаций. Предпринимаются попытки создания курсов изучения русинского языка. Помимо этого, представители американской молодёжи приезжают на летние курсы языка в Польшу (в Горлице) и в Словакию (в Прешов).

## Диалекты
- Подкарпатские (долинянские и верховинские) русинские диалекты распространены в Закарпатской области Украины и, отчасти, в Прешовском крае (столица Прешов) в северо-восточной Словакии.

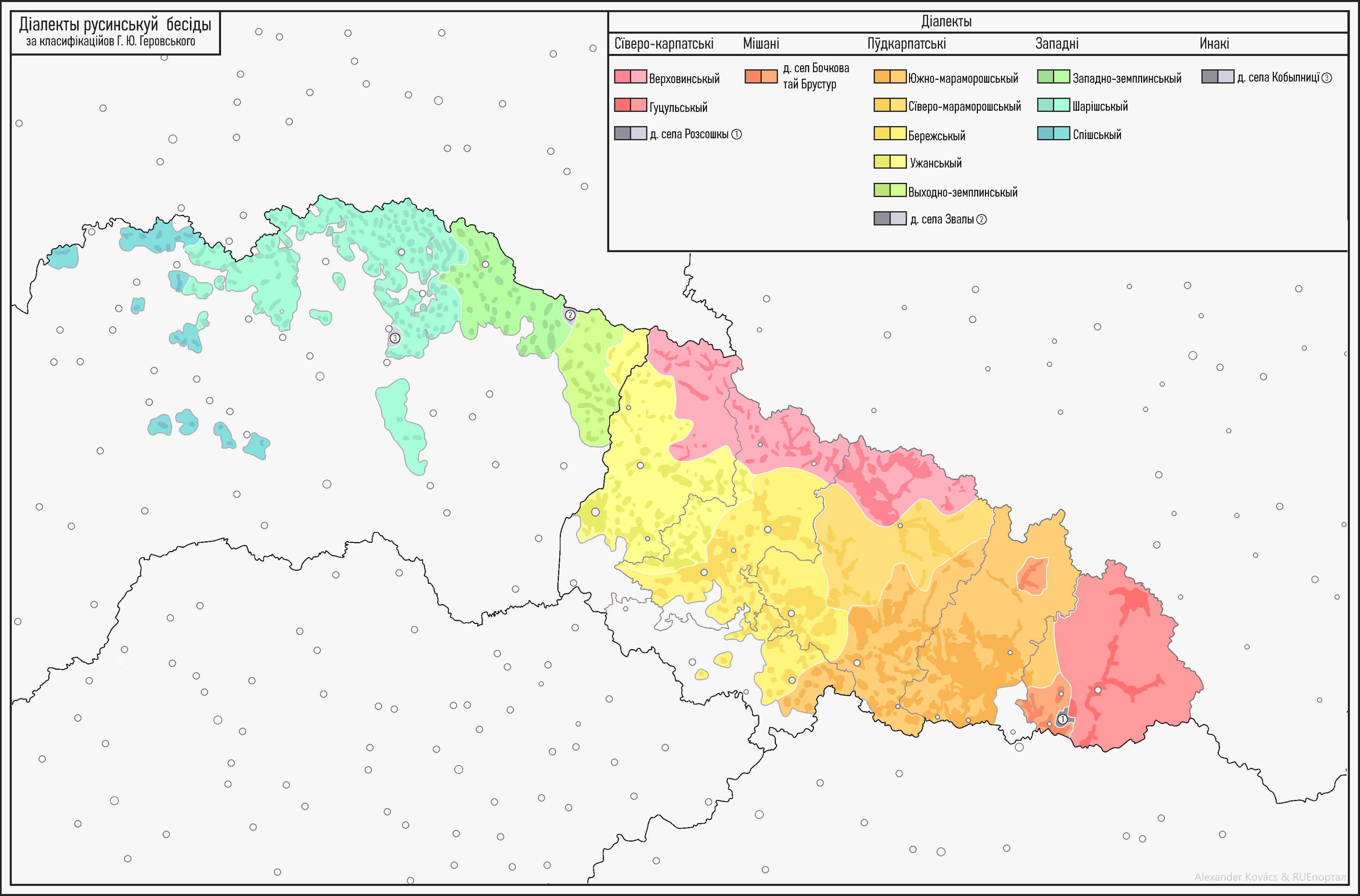
Русинские диалекты

Долинянские делятся на две группы: западная (лемацкие) и восточная (мараморошские / лишацкие). Лемацкие диалекты распространены от долины Боржавы на востоке до долины Цирохи в северо-восточной Словакии на западе. Мараморошские распространены от долины Рики и хребта Великий Дил на западе до долины Тересвы на востоке.
Верховинские диалекты распространены в Межгорском и Воловецком районах Закарпатской области, являются переходными между бойковскими и долинянскими. Верховинцами называют потомков бойков, переселявшихся в горные районы Подкарпатья начиная с XVII века.
- Лемковский распространён за пределами Украины в Прешовском крае (столица Прешов) в Словакии на южной (ранее — на северной, на территории нынешней Польши, вплоть до операции Висла) стороне Карпат. Часть лемков идентифицирует себя как украинцев и считают свой язык диалектом украинского. Часть определяет себя в качестве отдельного народа со своим языком.

### Классификация Г. Ю. Геровского
Г. Ю. Геровский в продолжение нескольких лет изучал народные говоры Подкарпатской Руси, побывал во многих сёлах края. В результате этой кропотливой работы появилось сочинение «Язык Подкарпатской Руси» и первая диалектологическая карта русинского Подкарпатья. Это сочинение и карта были впервые напечатаны на чешском языке, в чешском журнале «Чехословацкое отечествоведение» в третьем томе за 1934 год.
«Границей между разноместным и фиксированным ударением в подкарпаторусских говорах является река Лаборец. Вдоль этой реки находится узкая полоса переходных говоров со смешанными типами ударения, в которых ударение хотя и постоянное, одноместное, однако сохраняет реликты динамического ударения. Точная граница разноместного ударения на западе проходит по линии Чабаловцы-Вырава-Виладь.
Различия в способе ударения для классификации подкарпаторусских говоров являются, однако, недостаточным критерием. Необходимо принимать во внимание и другие различия в народной речи, например, произношение кунь или кüнь, кыснути или киснути, хыжа или хижа и т. д. В соответствии с этим различаются следующие важнейшие группы говоров подкарпаторусского диалекта»:
- собственно подкарпатские говоры:
  - южномармарошские,
  - бережские,
  - северномармарошские,
  - ужские,
  - восточноземплинские,
  - говор села Звалы;
- говоры, испытывающие польское, словацкое и северокарпатское влияние:
  - западноземплинские,
  - шаришские,
  - спишские,
  - говор села Кобыльник;
- северокарпатские:
  - верховинские,
  - говор села Розсошки,
  - говоры сёл Бочкова и Брустур (смешанные с северокарпатскими).

## Литературные варианты
Пряшевско-русинский — литературный русинский язык, кодифицированный на Пряшевщине (Пряшівска Русь) в Словакии на основе восточноземплинского и западноземплинского диалектов в январе 1995 года. Распространён также в некоторых эмигрантских общинах, в основном в США.
Южнорусинский распространён на северо-западе Сербии и на востоке Хорватии. Кодифицирован в 1974 году на основе диалекта города Руски Крстур (Воеводина, Сербия) греко-католическим священником, писателем и поэтом Г. Костельником. Является одним из официальных языков сербской автономной провинции Воеводина. Одна часть русинов Бачки и Срема, объединённая в Сербии вокруг организации «Руска матка», считает себя отдельным славянским народом, а свой язык отдельным славянским языком, другая часть, которую возглавляют «Союз Русинов и украинцев Сербии» и «Союз русинов и украинцев Хорватии», считает, что южнорусинский язык — это самостоятельный язык, но его носители — это «часть украинского народа». Как показывают недавние исследования, генетическую базу русинского языка Бачки и Срема составляют восточнословацкие земплинские говоры округа Требишов и восточнословацкие шаришские говоры округа Прешов, в связи с чем южнорусинский язык по целому ряду фонологических, морфологических, лексических и синтаксических показателей противопоставлен остальным русинским языкам / диалектам и сближается с восточнословацкими говорами Шариша и Земплина.
Лемковский — литературный язык лемков, живущих в Польше (населяют в основном западные воеводства, исконная территория — юго-восточные горные районы Польши, откуда носители лемковских говоров были выселены в 1944 году). В 2000 году в Катовице была издана «Ґраматыка лемківского языка» (авторы — Генрик Фонтаньский и Мирослава Хомяк), принятая большинством лемковских общественных организаций, выступающих за самостоятельность лемковского языка. Основой для лемковской литературной нормы стали говоры западнолемковского типа, распространённые в Польше. Для них присущи такие языковые черты, как переход ł > u̯, наличие парокситонического ударения и распространение окончания -ом у имён и местоимений женского рода в форме творительного падежа единственного числа.
Письменность всех трёх литературных норм основана на кириллическом алфавите.
Письменность русинов в Венгрии и в Украинском Закарпатье не имеет устоявшихся норм, каждый автор или национальная организация в этих странах ориентируется на свой родной говор и свои правила орфографии. Так, на Украине изданы уже три нормативных грамматики и одна «школьная» грамматика (каждая со своим вариантом алфавита и правилами правописания, свои варианты алфавитов предлагают также авторы русинских словарей), но ни одна из предложенных норм не получила всеобщей поддержки. Ряд украинских авторов при этом придерживаются старинной орфографии Гарайды, использовавшейся в Подкарпатской Руси до 1944 года (в частности, грамматика Д. Сидора, или статьи И. Керчи в русинской Википедии).

## Признание языка
После оккупации территории Подкарпатской Руси венграми в 1939 г. карпаторусинский язык получил поддержку со стороны оккупационного правительства, которым русины-мадьяроны считались обрусевшими венграми, активно развивалась просветительская деятельность и книгопечатание на «руськом» языке: как уже было сказано, в 1941 г. вышла одна из самых успешных грамматик карпаторусинского языка — «Грамматика руського языка». В 1944 г. с приходом советских войск и после состоявшегося присоединения Подкарпатской Руси к УССР, русинский язык и русинская идентичность официально оказались под запретом во всём социалистическом лагере, русины были названы субэтносом украинской нации, а их язык одним из украинских диалектов, что распространялось даже на официально признанное Югославией бачванско-сремское русинское меньшинство.
После смены социалистических правительств в странах Восточного блока на рубеже 1980-х и 1990-х годов русины были признаны этническим меньшинством, а русинский язык региональным или языком национального меньшинства в таких странах, как Босния и Герцеговина, Хорватия, Румыния, Сербия, Словакия, и как лемковский — в Польше (причём во всех этих странах наряду с украинским языком). Во многих из этих стран русинский язык поддерживается на государственном уровне в информационной, образовательной и культурно-просветительской сферах.
Лишь Украина до 2012 года не признавала существования русинского языка, продолжая рассматривать его как группу диалектов украинского языка, но в 2018 году закон о языках, что признавал существование русинского языка, отменили.
Наиболее комфортные условия для развития русинский язык получил на территории бывшей Югославии. Русины получили культурную автономию ещё в 1919 г. от королевства СХС, а в 1945 г. в рамках СФРЮ получили и политическую автономию, став одной из титульных наций автономного края Воеводина. Русинский язык в Сербии, в свою очередь, до сегодняшнего дня является одним из шести официальных языков сербской Воеводины, обслуживая русинское меньшинство во всех сферах: система образования (дошкольное-начальное-среднее-высшее), издательское дело (периодика, художественная и специальная литература), СМИ (Интернет, радио, ТВ), культурные мероприятия и фестивали и т. д.

### Интернет
С августа 2016 года существует версия социальной сети «ВКонтакте» на русинском языке.

## Лингвистическая характеристика

### Фонетика и фонология

#### Согласные
|               |                           | Губные | Зубные/альвеолярные | Зубные/альвеолярные | Постальвеолярные | Постальвеолярные | Заднеязычные | Глоттальные |
| Твёрдые       | Мягкие (палатализованные) | Губные | Твёрдые             | Мягкие              |                  |                  | Заднеязычные | Глоттальные |
| ------------- | ------------------------- | ------ | ------------------- | ------------------- | ---------------- | ---------------- | ------------ | ----------- |
| Носовые       | Носовые                   | m      | n                   | nʲ                  |                  |                  |              |             |
| Взрывные      | глухие                    | p      | t                   | tʲ                  |                  |                  | k            |             |
| Взрывные      | звонкие                   | b      | d                   | dʲ                  |                  |                  | ɡ            |             |
| Аффрикаты     | глухие                    |        | t͡s                  | t͡sʲ                 | t͡ʃ               |                  |              |             |
| Аффрикаты     | звонкие                   |        | d͡z                  | d͡zʲ                 | d͡ʒ               |                  |              |             |
| Фрикативные   | глухие                    | f      | s                   | sʲ                  | ʃ                | (ʃʲ)             | x            | h           |
| Фрикативные   | звонкие                   | v      | z                   | zʲ                  | ʒ                | (ʒʲ)             |              |             |
| Дрожащие      | Дрожащие                  |        | r                   | rʲ                  |                  |                  |              |             |
| Аппроксиманты | боковые                   |        | l                   | lʲ                  |                  |                  |              |             |
| Аппроксиманты | центральные               | (w)    |                     |                     |                  | j                |              |             |

#### Гласные
|                | Передний ряд | Средний ряд | Задний ряд |
| -------------- | ------------ | ----------- | ---------- |
| Верхний подъём | i            |             | u          |
| Верхний подъём | ɪ            |             | ɤ          |
| Средний подъём | ɛ            |             | o          |
| Нижний подъём  |              | a           |            |

## Примеры текста

### Разговорный русинский язык XVIII века
Оригинал текста присяги на русинском языке (венгерский алфавит) из урбара 1774 года села Цоланфалва (Czolánfalva, совр. Плоскановица) комитата Берег (Bereg):

Ja, … bozsusza zsivomu bohu, Szvjatui Troiczi, Otczu, Szinu i Szvjatomu Duchovi, Szvjatui, Precsisztui Marii i uszim Bozsim szvjatim, zse ja na buk polozsivsi usitok sztrach, hnyiv, lyubov, szvui vlaszni choszen albo skodu i kasdi umiszlenni csolovicsi priklad, na kosdoje toto, sto budu szvidovanni po pravgyi povim, jak szvoi, tak insich tutosnich obivatelei mozsnoszti i uzsitki, dobra, skodi i pochibnosti szoho szela po pravgyi iszpovim i iz nich majmensoje natyulko znaju ne zataju, tak mi Bozse pomahaj i uszi svjati … etc.

Тот же текст присяги, но кириллицей:

Я, … , божу ся жывому Богу, Святӱй Тройци, Отцю, Сыну и Святому Духови, Святӱй Пречистӱй Марійи и усім Божым святым, же я, на бӱк положывши ушыток страх, гнїв, любов, свӱй властный хосен албо шкоду и каждый умысленный чоловічий приклад, на каждоє тото, што буду звідованный, по правдї повім, як свої, так иншых тутошньых обывателей можности и ужыткы, добра, шкоды и похыбности сёго села по правдї исповім и из них майменшоє, накӱлько знаю, не затаю, так ми , Боже, помогай и усї святї … и т. д.

### Верховинский диалект
Карпатоукраинский торуньский говор восточноверховинской группы:
«О колдунах и колдуньях»
- Dawnó-dawnó o̯ták robίlɪ, ščò taká bɷ́la… d’v’idúšnɪkɷ ta.. ta xodίw, ta.. mọ́jїj mám’i s’a snίw jakɷ́z’ d’ίdo, ščo máw xv’ї́st, xvóst, ta snίw ji s’a. Ta máma tam p’їšlá dọ n’óɣo, ta ščóz’ ɣovorίla z nίm.. taj máma xvóra bɷ́la. Taj máma prɪšlá dọm’ї́, ta žїŋkɷ́ drúɣ’i vodɷ́ ji ɣasίlɪ — cɪ rọzum’ίjete? — ɣasίlɪ ji vọ́du, ta máma ɣét ɪz’b’il’íla, ɪššẹ́ xodίlɪ za ɣranίc’u, dẹ́z’ daléko, ta daválɪ ji vodɷ́ s’v’jačénọji, taj daválɪ ji krọ́v ɪs pérsta. Mọ́ji mám’i. Nno, ta v’ї́n mnóɣo čẹ́l’ade ták ščó.. obɷ́ xvọ́r’i bɷ́lɪ. …[49] (речь информанта передана с помощью фонетических знаков)

Тот же текст кириллицей (некоторые особенности произношения не переданы):
- Даўно́-даўно́ о̆та́к роби́ли, шчо така́ бы̊́ла… дьвіду́шникы̊ та.. та ходи́ў, та.. мо́йĭй ма́мi ся сниў якы̊зь дідо, шчо маў хв’ĭст, хвост, та сниў ї ся. Та ма́ма там п’ĭшла́ до нёго, та шчозь говори́ла з ним.. та й ма́ма хво́ра бы̊́ла. Та й ма́ма пришла́ дôм’ĭ́, та жĭнкы̊́ дру́гi воды̊́ ї гаси́ли — ци рôзумíєте? — гаси́ли ї во́ду, та ма́ма гет изьбілíла, ишшế ходи́ли за грани́цю, дêзь дале́ко, та дава́ли ї воды̊́ сьвьяче́ної, та й дава́ли крôв ис пе́рста. Мốї ма́мi. Нно, та в’ĭн мно́го чếляде так шчо.. обы̊́ хво́рi бы̊́ли.

### Современный русинский язык
Пример научного текста (Закарпатская Украина, подкарпатский русинский):

За школованя ґрекокатолицького попуства кунцём XVII. столїтія, зачатком XVIII. столїтія не є бізувных податок. Изглядователї звыкли ганути, ож образованость попув была низка. На сесю низку попуську образованость єпископ Мануел Ольшавськый многораз ся удкликує у своих наставах и острыма словами бичує необразованость попуства, удводячи из ниї и общу заубсталость русинського народа. Попы ид собі брали хлопцюв, вадь сынув собі (сякі пак ся поповичами кликали), а, кидь не мали свого, брали сына кантора, вадь дакого ученлившого ґаздуського сына, научили го писати, читати, у цирьковли валушні функції сповняти. Пак по дакулькох годах канторованя, майбулшераз уже женатого молодяка, который ид тому часто из земледїлством свуй хлїб заробляв, представили єпископу, и вун усятив го вадь на сященика, вадь на дяка.

Пример художественного текста (Восточная Словакия, пряшевский русинский):

Чоловік найчастїше споминать на молоды часы. Є то цалком нормалне.
Тадь то рокы, кідь зазнаме всякого. І доброго, і планого. В тім часї ся чоловік находить, як кібы в скаралущі. Розвивать ся, як цвіт на черешни. Выпхати ся мож з того обалу лем тогды, як прийде час, кідь цалком дозріє. Даколи стачіть ся неограбаным способом дотулити білого домику, такой ся пораниш, што ті буде тякнути на цілый жывот. А кідь ся народиш в теплї, обколесеный ласков, розвиваш ся в добрых условіях, выпадеш із скаралущі, як міцна істота. Такым потім буде і твій далшый жывот. Із добрї заложеным фундаментом. Было бы смішно сі робити надїй, же жывот є лем єдна рівна путь… Кібы то так чоловік знав… Кібы ся міг іщі раз народити і піти по тій істій пути…

Пример публицистического текста (Лемковщина, лемковский русинский):

22 червця 2012 в пряшівскій реставрациі «U babičky» одбыл ся Літературний Вечер лавреатів Нагороды Александра Духновича за русиньску літературу, на якым вручено Нагороду за рік 2012. Новым лавреатом остав русиньскій поета з Кежмарку, родак з русиньского села Остружниця — Юрко Харитун.
Каждорічно тота нагорода передає ся на основі рекомендациі медженародной пороты, членами которой в тім році были: проф. Др. Патриция Крафчік (предсідателька) і проф. Др. Штефан Пю зо ЗСА, і доц. ПгДр. Валерий Купка, к.н., зо Словациі. Нагороду признає Карпаторусиньскій Науковий Центер в Ґласпорті (ЗСА), на челі которого стоіт президент проф. Др. Павел Роберт Маґочій.